# Villa Dageraad

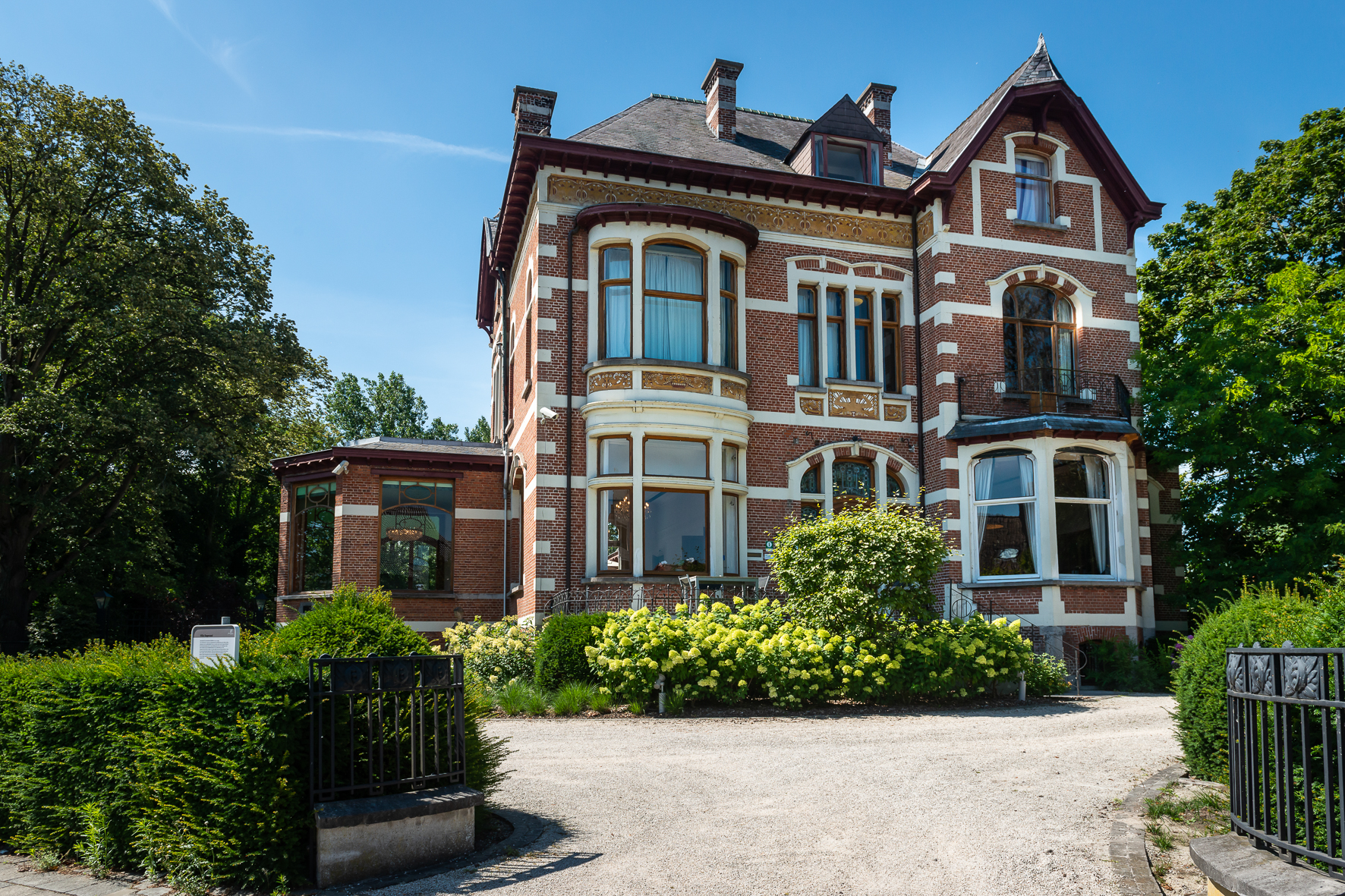
Vooraanzicht Hotel Shamon / Villa Dageraad

Villa Dageraad, Villa Aurore of Hotel Shamon is een bakstenen villa in art nouveau van architect Paul Cauchie aan de Gentse Steenweg 28 in Eeklo. De villa dateert uit 1910 en werd gebouw in opdracht Arthur Gillis, baas van van vellenfabrikant Enke in de Zuidmoerstraat. Hij was lid van de vrijmetselaarsloge Aurore, genoemd naar de godin van de dageraad Aurora. De godin staat afgebeeld op een metershoog glas-in-loodraam in de traphal. Ontwerper Paul Cauchie bracht sgraffitotekeningen aan op de muren van de traphal en op de buitenmuren. Sinds 1980 is het Hotel Shamon ondergebracht in Villa Dageraad. Sinds 1994 is de villa beschermd als monument.

## Afbeeldingen

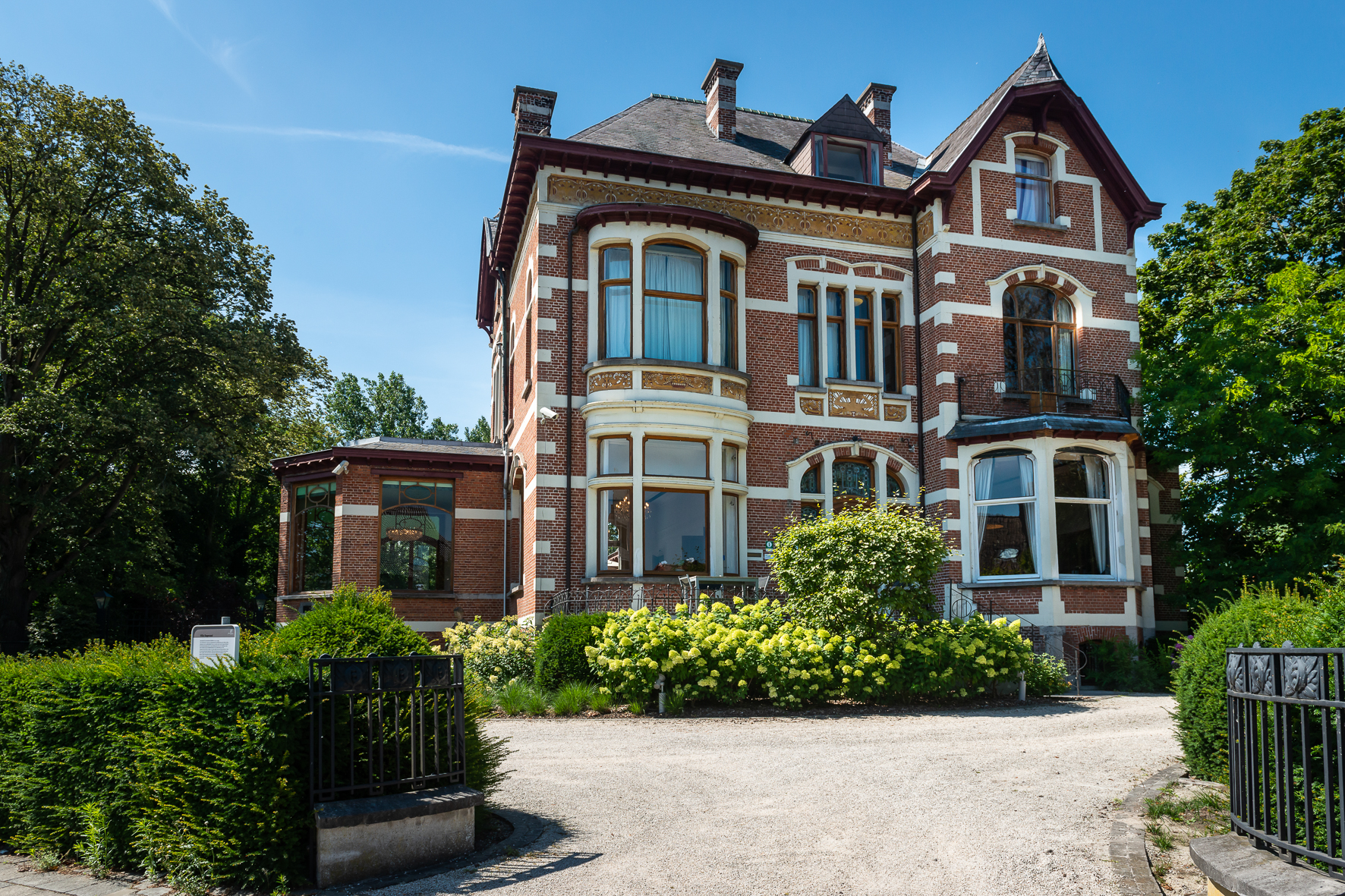
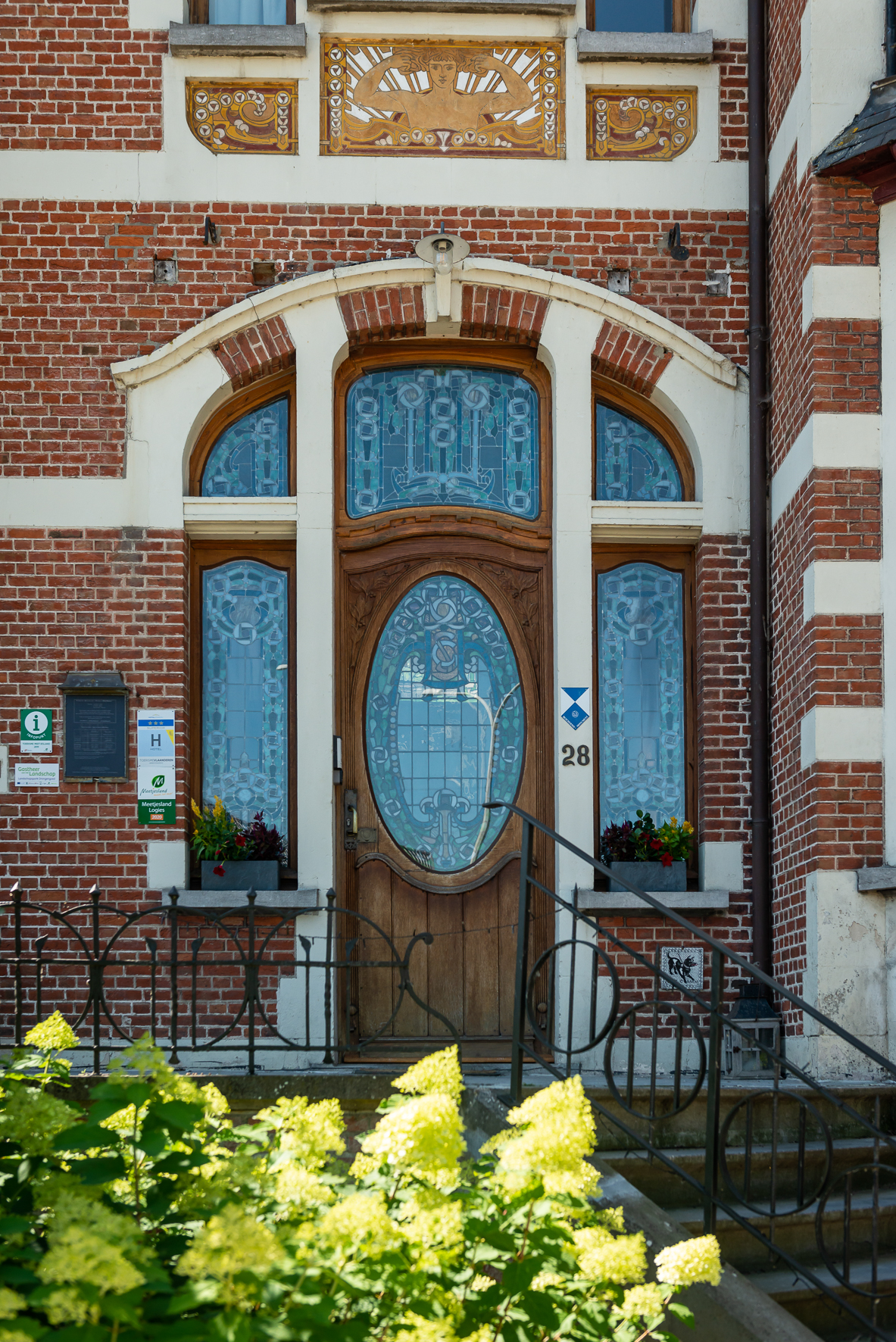
Hotel Shamon ingang
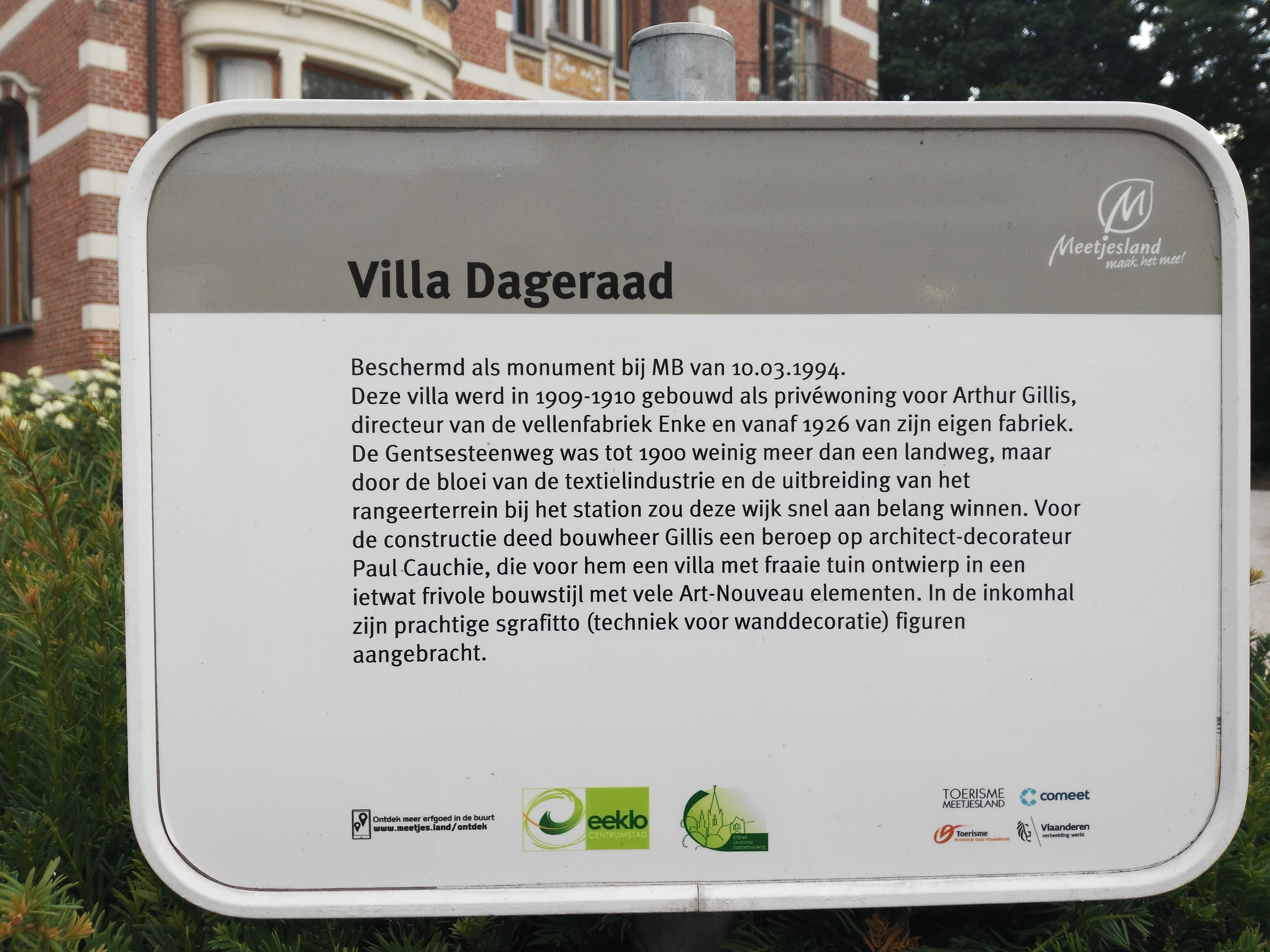
Hotel Shamon/ villa dageraad als beschermd monument